# Megumi Sekiguti
Megumi Sekiguti (Tóquio, Japão, 15 de agosto de 1973) é uma atriz japonesa, famosa no Brasil por ter interpretado a irmã de Toha/Jiraiya, Kei Yamashi (Himenin Emiha) na série tokusatsu: Jiraiya, O Incrível Ninja.